# Georges Klaenschi
Georges Klaenschi est un peintre et collectionneur de figurines français, né le 12 mai 1882 à Strasbourg dans le Bas-Rhin et mort dans la même ville le 19 juillet 1949. 

## Biographie

### Jeunesse
Georges Klaenschi naît le 12 mai 1882 à Strasbourg dans le Bas-Rhin. Ayant déménagé avec ses parents à Strasbourg, Georges devient le voisin du « père Amann », un ancien militaire peintre de petits soldats qui prend le jeune homme comme assistant. 

« Un jour, il s'avisa de peindre un petit soldat qu'il présenta, le cœur battant, au major. Le père Amann fit la moue. Puis il dévisagea sévèrement le peintre en herbe et demanda de sa grosse voie : depuis quand l'infanterie porte-t-elle des pantalons aussi raides que des tuyaux d'orgue ? Mon petit, tu as oublié les plis. Ce fut la première leçon de précision que reçut Klaenschi. »

— Paul Bourson, « Les petits soldats d'Alsace et leurs peintures », La vie en Alsace, 1931.
À côté de cela, il bénéficie également des conseils du peintre et illustrateur Henry Ganier-Tanconville. Klaenschi travaille par la suite comme peintre décorateur au théâtre municipal de Strasbourg. En 1908, âgé de 26 ans, il prend la tête d'une entreprise de peinture et s'installe au 16 de la rue Saint-Marc.

### Peintre et collectionneur
Passionné de figurines, Georges Klaenschi s'adonne — dans le lignage d'Amann et de Ganier-Tanconville — à la fabrication de petits soldats en carton. Il réalise la majeure partie de la collection de soldats peints de son compatriote Jules Rey, tandis que René Speich le sollicite pour la création de certaines planches. Son travail minutieux aborde les pompiers, marins, guides, ambulanciers et gardes nationaux de Strasbourg, mais aussi l'état-major de Napoléon à pied et à cheval. En 1930, il bâtit également sur plots le régiment de Dromadaires de l'armée d'Égypte pour lequel la mise en selle des cavaliers lui donne du fil à retordre. 
Vers la fin des années 1940, Klaenschi se lance dans la préparation d'une série de 44 planches consacrées à l'armée française. Il n'en est encore qu'au début lorsqu'il meurt le 19 juillet 1949 à l'âge de 67 ans, laissant son œuvre inachevée. Sept de ses planches sont finalement publiées à titre posthume vers 1950.